# Marcel Laurent

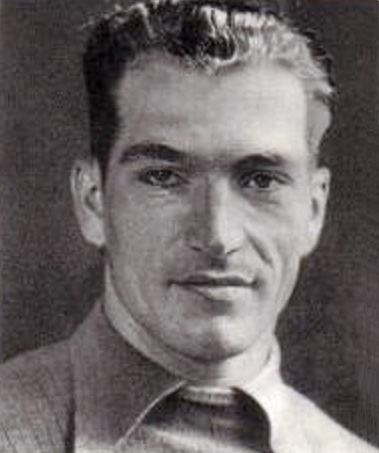
Marcel Laurent (1938)

Marcel Laurent (* 6. Juni 1913 in Lapoutroie; † 7. August 1994 in Chailly-en-Bière) war ein französischer Radrennfahrer.

## Sportliche Laufbahn
Laurent war Straßenradsportler. Seine bedeutendsten sportlichen Erfolge waren die Siege im Eintagesrennen Bordeaux–Paris 1938 und 1939 jeweils vor René Walschot.
1937 fuhr er als Unabhängiger und wurde 1938 Berufsfahrer im Radsportteam La Française. Er blieb bis 1944 aktiv. Der Zweite Weltkrieg beendete seine Karriere. Das Eintagesrennen Paris–Contres gewann er 1937, 1942 war er im Grand Prix d’Espéraza erfolgreich. 1939 wurde er Zweiter im Critérium national.
Die Tour de France bestritt er zweimal. 1938 platzierte er sich als 13. der Gesamtwertung, 1939 schied er aus.

## Ehrungen
1987 wurde er vom Präsidenten der Französischen Republik François Mitterrand mit der Ehrenlegion ausgezeichnet.